# Gyorskorcsolya az 1980. évi téli olimpiai játékokon
Az 1980. évi téli olimpiai játékokon a gyorskorcsolya versenyszámait a James B. Sheffield Stadionban rendezték február 14. és 23. között. A férfiaknak 5, a nőknek 4 versenyszámban osztottak érmeket.

## Éremtáblázat
(A rendező nemzet csapata eltérő háttérszínnel, az egyes számoszlopok legmagasabb értéke, vagy értékei vastagítással kiemelve.)
| Az 1980. évi téli olimpiai játékok éremtáblázata gyorskorcsolyában | Az 1980. évi téli olimpiai játékok éremtáblázata gyorskorcsolyában | Az 1980. évi téli olimpiai játékok éremtáblázata gyorskorcsolyában | Az 1980. évi téli olimpiai játékok éremtáblázata gyorskorcsolyában | Az 1980. évi téli olimpiai játékok éremtáblázata gyorskorcsolyában | Olimpia  |
| ------------------------------------------------------------------ | ------------------------------------------------------------------ | ------------------------------------------------------------------ | ------------------------------------------------------------------ | ------------------------------------------------------------------ | -------- |
|                                                                    | Ország                                                             | Arany                                                              | Ezüst                                                              | Bronz                                                              | Összesen |
| 1.                                                                 | Egyesült Államok (USA)                                             | 5                                                                  | 2                                                                  | 1                                                                  | 8        |
|                                                                    |                                                                    |                                                                    |                                                                    |                                                                    |          |
| 2.                                                                 | Norvégia (NOR)                                                     | 1                                                                  | 2                                                                  | 4                                                                  | 7        |
| 3.                                                                 | Hollandia (NED)                                                    | 1                                                                  | 2                                                                  | 1                                                                  | 4        |
| 4.                                                                 | NDK (GDR)                                                          | 1                                                                  | 1                                                                  | 2                                                                  | 4        |
| 4.                                                                 | Szovjetunió (URS)                                                  | 1                                                                  | 1                                                                  | 2                                                                  | 4        |
|                                                                    |                                                                    |                                                                    |                                                                    |                                                                    |          |
| 6.                                                                 | Kanada (CAN)                                                       | 0                                                                  | 1                                                                  | 0                                                                  | 1        |
|                                                                    |                                                                    |                                                                    |                                                                    |                                                                    |          |
| Összesen                                                           | Összesen                                                           | 9                                                                  | 9                                                                  | 10                                                                 | 28       |

## Részt vevő nemzetek
A versenyeken 20 nemzet 128 sportolója vett részt.
- Ausztrália (AUS) (2-2-0)
- Egyesült Államok (USA) (11-7-4)
- Finnország (FIN) (4-2-2)
- Franciaország (FRA) (1-1-0)
- Hollandia (NED) (9-4-5)
- Japán (JPN) (8-4-4)
- Kanada (CAN) (8-4-4)
- Kína (CHN) (13-7-6)
- Dél-Korea (KOR) (5-2-0)
- Lengyelország (POL) (2-1-1)
- Mongólia (MGL) (2-2-0)
- Nagy-Britannia (GBR) (6-4-2)
- NDK (GDR) (9-3-6)
- NSZK (FRG) (4-2-3)
- Norvégia (NOR) (11-6-5)
- Olaszország (ITA) (3-2-1)
- Románia (ROU) (3-3-0)
- Svájc (SUI) (1-0-1)
- Svédország (SWE) (9-6-3)
- Szovjetunió (URS) (16-9-7)

## Érmesek

### Férfi
| Az 1980. évi téli olimpiai játékok érmesei férfi gyorskorcsolyában |                                      |          |                                       |          |                                       |          |
| Versenyszám                                                        | Arany                                | Arany    | Ezüst                                 | Ezüst    | Bronz                                 | Bronz    |
| 500 m                                                              | Eric Heiden · Egyesült Államok (USA) | 38,03    | Jevgenyij Kulikov · Szovjetunió (URS) | 38,37    | Lieuwe de Boer · Hollandia (NED)      | 38,48    |
| 1000 m                                                             | Eric Heiden · Egyesült Államok (USA) | 1:15,03  | Gaétan Boucher · Kanada (CAN)         | 1:16,68  | Vlagyimir Lobanov · Szovjetunió (URS) | 1:16,91  |
| 1000 m                                                             | Eric Heiden · Egyesült Államok (USA) | 1:15,03  | Gaétan Boucher · Kanada (CAN)         | 1:16,68  | Frode Rønning · Norvégia (NOR)        | 1:16,91  |
| 1500 m                                                             | Eric Heiden · Egyesült Államok (USA) | 1:55,44  | Kay Stenshjemmet · Norvégia (NOR)     | 1:56,81  | Terje Andersen · Norvégia (NOR)       | 1:56,92  |
| 5000 m                                                             | Eric Heiden · Egyesült Államok (USA) | 7:02,29  | Kay Stenshjemmet · Norvégia (NOR)     | 7:03,28  | Tom Erik Oxholm · Norvégia (NOR)      | 7:05,59  |
| 10 000 m                                                           | Eric Heiden · Egyesült Államok (USA) | 14:28,13 | Piet Kleine · Hollandia (NED)         | 14:36,03 | Tom Erik Oxholm · Norvégia (NOR)      | 14:36,60 |

### Női
| Az 1980. évi téli olimpiai játékok érmesei női gyorskorcsolyában |                                         |         |                                              |         |                                         |         |
| Versenyszám                                                      | Arany                                   | Arany   | Ezüst                                        | Ezüst   | Bronz                                   | Bronz   |
| 500 m                                                            | Karin Enke · NDK (GDR)                  | 41,78   | Leah Poulos-Mueller · Egyesült Államok (USA) | 42,26   | Natalja Petruszjova · Szovjetunió (URS) | 42,42   |
| 1000 m                                                           | Natalja Petruszjova · Szovjetunió (URS) | 1:24,10 | Leah Poulos-Mueller · Egyesült Államok (USA) | 1:25,41 | Silvia Albrecht · NDK (GDR)             | 1:26,46 |
| 1500 m                                                           | Anne Borckink · Hollandia (NED)         | 2:10,95 | Rita Visser · Hollandia (NED)                | 2:12,35 | Sabine Becker · NDK (GDR)               | 2:12,38 |
| 3000 m                                                           | Bjørg Eva Jensen · Norvégia (NOR)       | 4:32,13 | Sabine Becker · NDK (GDR)                    | 4:32,79 | Beth Heiden · Egyesült Államok (USA)    | 4:33,77 |